# Eduardo Torres (abogado)
Eduardo José Torres Muñoz es un abogado venezolano, miembro de la organización de derechos humanos PROVEA. Ha sido miembro del equipo de exigibilidad legal de la organización y abogado defensor de varios presos políticos. El 9 de mayo de 2025, después de una reunión, Torres tuvo su última comunicación con su familia. PROVEA denunció que su situación era una posible desaparición forzada, y Amnistía Internacional le pidió al gobierno venezolano aclarar si estaba detenido o no. Después de ocho días de negar su paradero, el Servicio Bolivariano de Inteligencia (SEBIN) reconoció que Torres se encontraba recluido en El Helicoide.

## Carrera
Torres ha sido miembro del equipo de exigibilidad legal de PROVEA  y abogado defensor de varios presos políticos, incluyendo a seis líderes sindicales (Gabriel Blanco, Néstor Astudillo, Reynaldo Cortés, Alcides Bracho, Alonso Meléndez, Emilio Negrín), condenados a 16 años de prisión en agosto de 2023, y a trabajadores detenidos por pedir mejoras salariales o por protestar por las condiciones laborales en la administración pública.
Eduardo, al igual que el resto del equipo de PROVEA, es beneficiario de medidas cautelares de protección otorgadas por la Comisión Interamericana de Derechos Humanos (CIDH) debido a las reiterados actos de amenaza, criminalización y hostigamiento contra su labor en Venezuela. En marzo de 2024 Torres fue retenido dentro del Palacio de Justicia de Caracas después de quejarse de la presencia de funcionarios encapuchados en el edificios, y funcionarios militares amenazaron con detenerlo por grabar la militarización de la sede judicial.

## Detención
La familia de Eduardo informó que después de comunicarse con ellos no llegó a su casa el 9 de mayo de 2025. Ese día, a las 4:00 p. m., Torres dijo se encontraba en Parque Central de Caracas, luego de salir de una reunión y que se dirigía a su casa. Al día siguiente, el 10 de mayo, el equipo de PROVEA acompañó a su esposa para recorrer varios centros de reclusión en Caracas y conocer su paradero. A las 12:20 p.m. su esposa grabó un video informando que tras visitar El Helicoide les dijeron que no tenían información de que estuviese recluido allí. Además de El Helicoide, visitaron las estaciones de la Policía Nacional Bolivariana en Maripérez, Zona 7, Boleíta y Petare, al igual que la sede Dirección General de Contrainteligencia Militar (DGCIM) en Boleíta.
PROVEA denunció que su situación era una posible desaparición forzada Amnistía Internacional le pidió al gobierno venezolano que aclarase si Eduardo se encontraba detenido o no, además de que se protegiera su vida e integridad. El Observatorio para la Protección de los Defensores de Derechos Humanos emitió un comunicado pidiendo conocer el paradero de Eduardo y de liberarlo inmediata e incondicionalmente, al igual que al resto de las personas defensoras de derechos humanos.
Después de ocho días de negar su paradero, el Servicio Bolivariano de Inteligencia (SEBIN) reconoció que Torres se encontraba recluido en El Helicoide.